# Gunilla von Bahr

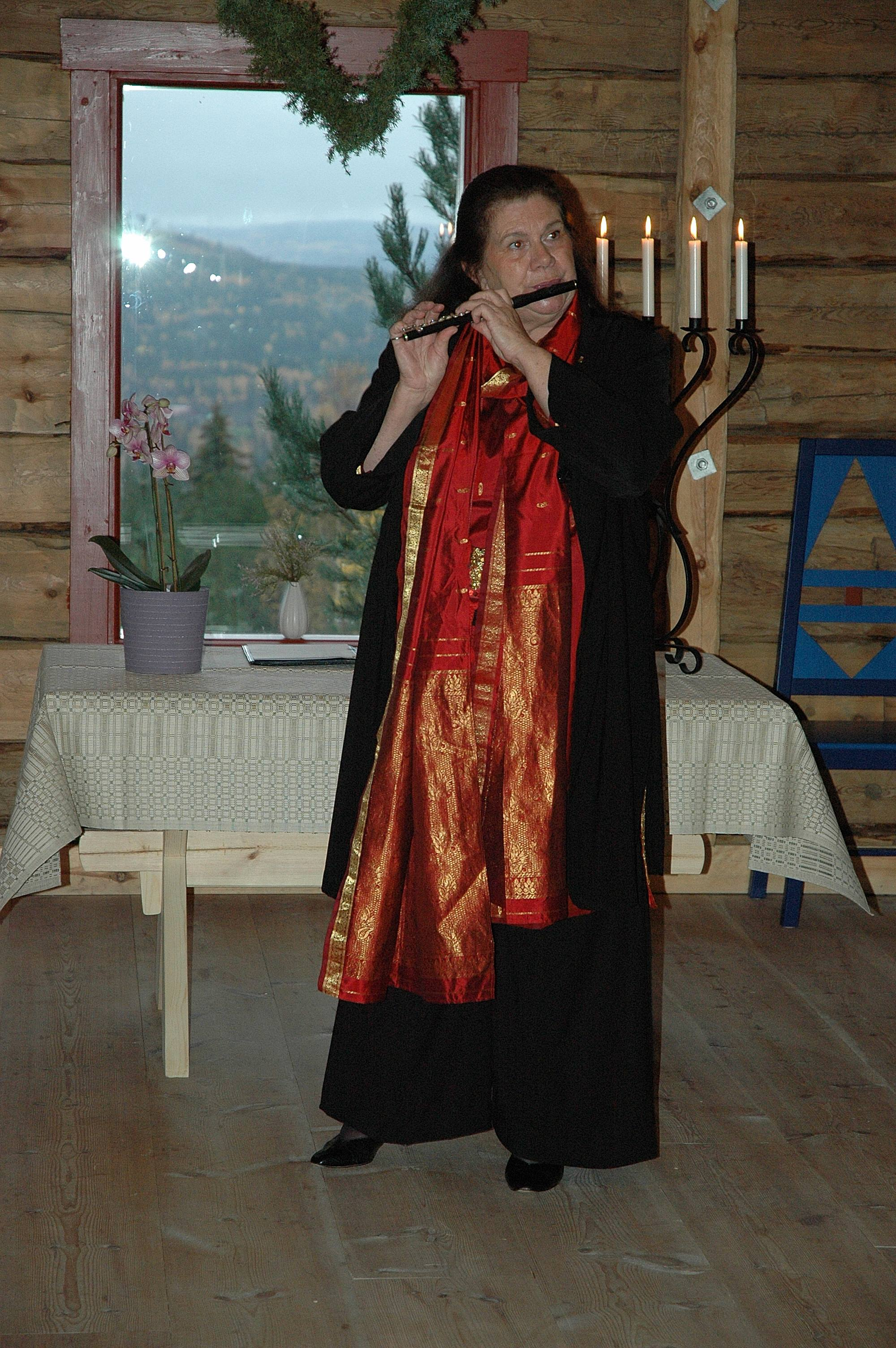
Gunilla von Bahr

Gunilla (Palmkvist) von Bahr (Lund, 28 juni 1941 - Stockholm, 5 februari 2013) was een Zweedse fluitiste en bestuurder in de klassieke muzieksector. 

## Biografie
Gunilla Palmkvist begon op haar achtste jaar met fluitlessen en speelde al op haar veertiende in een orkest. Haar professionele opleiding volgde zij aan de Musikhögskolan (Muziekhogeschool) van Malmö en later, van 1962 tot 1967 aan de Kungliga Musikhögskolan, het koninklijk conservatorium van Stockholm. Aansluitend werkte zij als fluitiste in de symfonieorkesten van Malmö, Norrköping en het orkest van de Zweedse omroep in Stockholm. Vanaf 1972 trad zij vooral als soliste op.
Von Bahr was van 1962 tot 1969 getrouwd met de muziekregisseur Åke Herlöfsson. Ze is de moeder van musicus en (film-)componist Carl-Michael Herlöfsson. In 1970 trouwde ze met Robert von Bahr, de eigenaar van platenlabel BIS Records. Onder de naam Gunilla von Bahr bouwde zij een grote reputatie. Ze nam diverse albums op. Vooral de vierdelige serie Solflöjt (zonnefluit) was een succes. Er werden ruim 100.000 exemplaren verkocht. Ze verzorgde talloze recitals en speelde daarin zowel oude muziek als werken van hedendaagse componisten. Ook nadat het huwelijk met Von Bahr in 1977 in een scheiding uitmondde, bleef zij op het podium diens achternaam gebruiken.
Geleidelijk trok ze zich terug uit de actieve concertpraktijk. Vanaf 1990 kwamen er geen nieuwe albums meer van haar uit. Zij richtte zich in toenemende mate op bestuurlijk werk in de muzieksector. Zo was zij van 1987 tot 1990 directeur van de stichting Musik in Kronoberg (Muziek in Kronoberg) en Vaxjö en van 1990 tot 1996 van het Malmö Symfonie Orkest (1990-1995). Tussen 2000 en 2006 was zij rector van de Kungliga Musikhögskolan (2000-2006). Daarnaast gaf ze leiding aan enkele muziekfestivals. 
In 1991 werd zij, onder het nummer 872, lid van de Kungliga Musikaliska Akademien. In 1995 ontving ze de Zweedse koninklijke onderscheiding Litteris et Artibus.
- Bibsys: 2102248
- Biblioteca Nacional de España: XX6555392
- Bibliothèque nationale de France: cb138910571 (data)
- Gemeinsame Normdatei: 134686780
- International Standard Name Identifier: 0000 0001 2140 3835
- KulturNav: 44e06e0c-c2e2-4509-b660-0e77b76d9570
- Library of Congress Control Number: n81028140
- MusicBrainz: 7a3a2fdc-b746-4724-a5dc-371339692ddb
- Nationale bibliotheek van Australië: 35643938
- Nationale Bibliotheek van Israël: 987011016884305171
- Nederlandse Thesaurus van Auteursnamen: 073624004
- Istituto Centrale per il Catalogo Unico: DDSV095937
- LIBRIS: 345292
- Virtual International Authority File: 76499346
- WorldCat: E39PBJgrYVwkgkGbWQvmKqYF8C